# Glycosmis sumatrana
Glycosmis sumatrana är en vinruteväxtart som beskrevs av Henry Nicholas Ridley. Glycosmis sumatrana ingår i släktet Glycosmis och familjen vinruteväxter. Inga underarter finns listade i Catalogue of Life.